# 大槌町
大槌町（日语：／ Ōtsuchi chō */?）是位於日本岩手縣中部的町，隸屬於上閉伊郡。轄區大致位於三陸復興國立公園的中央地帶，東邊面向太平洋，當地人口則集中在大槌川、小槌川的河流沿岸與出海口。大槌町在江户时代為盛岡藩的領地。現今當地居民在對外通勤與就學上相當依賴南邊的釜石市。
大槌町內的沿海地區一帶坐落著由園林設計師佐佐木格於2010年建立的電話亭「风的电话」，並且成為許多日本民眾悼念在東日本大震災中逝去之人等的場所。

## 地理
大槌町境內約90.3%的面積被山林與原野覆蓋，1.8%的土地為農業用地。轄區除東部外皆被北上山地包圍，境內最高峰為坐落於西北部，海拔1,173公尺的白見山。白見山周圍與海拔700至1,000公尺的山岳相連，沿海地區北部則坐落著海拔610公尺的鯨山。大槌川、小船川流經町内，並在東邊注入太平洋。東部的沿海地區則為谷灣海岸。

### 氣候
根據統計，2013年至2022年大槌町的年均溫為12.4℃，年均降雨量則為1,659毫米。由於當地受到地形以及流經沿岸地區的洋流影響，因此降雪量比岩手县的內陸地區還少。6月至8月當地受到挾帶涼冷潮濕空氣的東北風吹拂，並且對當地的農作物造成冷害。

## 歷史
大槌町自繩紋時代便有人類居住，境內曾發掘出同時代的夏本遺跡和赤濱遺跡等。而夏本遺跡也發掘出奈良至平安时代的冶煉工房遺址，以及流經新潟县糸魚川市，源自於姬川上游的翡翠耳飾，顯示當地與日本海的沿海地區具有交流。
室町时代的建武元年（1334年），大槌氏在當地興建大槌城，大槌地區也由大槌氏統治至江户时代初期。元和2年（1616年），大槌城城主大槌孫八郎政貞切腹自殺，大槌氏至此滅亡。大槌地區改由南部氏的盛岡藩管轄，並在當地設置大槌代官所進行管理。
明治22年（1889年），日本實施町村制，並將境內的大槌村、小鎚村和吉里吉里村合併成大槌町。昭和30年（1955年），金澤村與大槌町合併，形成現今的大槌町。
2011年3月11日的東日本大震災在大槌町引發震度6弱的地震，並造成當地共1,286人死亡、414人失蹤與4,147棟房屋全毀。大槌町的死亡人數約佔當時大槌町總人口的8%，時任町長加藤宏暉與町役場的其餘40名職員也在震災中喪生。當地的產業與公共設施受損總額為7,959萬7,525日圓。而根據統計，當時城鎮中心約有52%的面積浸泡在海啸帶來的海水當中。

## 行政
現任町長平野公三於2023年8月在選舉中第2次成功連任，其任期將持續至2027年8月。

## 人口
根據2024年3月的統計，岩手县沿海地區的人口數比東日本大震災前減少23%。其中以大槌町人口增长率的下降幅度最為明顯，其總人口比震災前減少約32.8%。

## 經濟
根據日本2020年的國勢調查統計，大槌町的就業人口中有5.7%從事第一級產業，35.4%的就業人口從事第二級產業，其餘的57.7%則從事第三級產業。大槌町自古以來便盛行水產加工業，並且以新卷鮭的發源地而聞名。但近年來當地的漁業受到東日本大震災的影響，使從事漁業的就業人口數加速減少。

## 教育
大槌町内共有2所中小學合併而成的學園與1所高等學校（岩手縣立大槌高等學校）。根據2020年的統計，境內的小學校共有486名學生，中學校則共有244名學生。

## 交通
國道45號和三陸沿岸道路以南北向穿越大槌町的沿海地區，其中三陸沿岸道路在境內設置大槌交流道。鐵路方面，三陸鐵道的谷灣線通過大槌町，並在境內設置浪板海岸站、吉里吉里站與大槌站。

## 姊妹城市
大槌町與以下外國城市為友好姐妹城市:
| 國家 | 城市             | 締結日期 |
| ---- | ---------------- | -------- |
| 美国 | 布拉格堡（加州） | 2005年   |

## 外部連結
- 大槌町官方網站（页面存档备份，存于）（日語）
- 大槌町官方臉書Facebook（页面存档备份，存于）